# Gyrtona exsicca
Gyrtona exsicca är en fjärilsart som beskrevs av Swinhoe 1891. Gyrtona exsicca ingår i släktet Gyrtona och familjen nattflyn. Inga underarter finns listade i Catalogue of Life.